# Мондидье (Сомма)
Мондидье (фр. Montdidier) — коммуна на севере Франции, регион О-де-Франс, департамент Сомма, округ Мондидье, кантон Руа. Расположена в 35 км к юго-востоку от Амьена, в 18 км от автомагистрали А1 "Нор". На юго-западе коммуны находится железнодорожная станция Мондидье линии Бов-Компьень.
Население (2018) — 6 174 человека.

## История
Поселение на месте нынешнего Мондидье существовало с доримских времен. При Карле Великом в северной части города был построен донжон. Именно в нем в 774 году содержался в плену его пленник, король лангобардов Дезидерий, давший городу своё имя (по-французски — Didier).
Приблизительно в 948 году рядом с замком была построена первая церковь. Это произошло при Ильдуине I, первом графе Мондидье.
В 1184 году город пострадал во время войны короля Филиппа II Августа за обладание провинциями Амьенуа и Вермандуа. В 1195 году город получил статус коммуны. В 1472 году Мондидье был сожжён бургуднцами. Карл Смелый заявил по этому поводу: «Таковы плоды войны».
Во время Первой мировой войны Мондидье, как и многие другие населённые пункты региона, серьёзно пострадал. Были разрушены многие исторические здания и памятники.

## Достопримечательности
- Церковь Гроба Господня в стиле пламенеющей готики
- Церковь Святого Петра в стиле пламенеющей готики
- Руины церкви Святого Мартина
- Здание мэрии во фламадском стиле с интерьером в стиле ар-деко
- Памятник агроному Антуану-Огюсту Пармантье

## Экономика
Структура занятости населения:
- сельское хозяйство — 0,7 %
- промышленность — 14,4 %
- строительство — 4,0 %
- торговля, транспорт и сфера услуг — 28,1 %
- государственные и муниципальные службы — 52,7 %

Уровень безработицы (2017) — 21,7 % (Франция в целом — 13,4 %, департамент Сомма — 15,9 %). 

Среднегодовой доход на 1 человека, евро (2018) — 18 040 (Франция в целом — 21 730, департамент Сомма — 20 320).

## Демография
Динамика численности населения, чел.

## Администрация
Пост мэра Мондидье с 2020 года занимает Катрин Киньон (Catherine Quignon), член Совета департамента Сомма от кантона Руа. На муниципальных выборах 2020 года возглавляемый ею левый список победил во 2-м туре, получив 57,06 % голосов, и Катрин Киньон вернула себе пост мэра, который она занимала в 2001-2014 годах и утеряла на выборах 2014 года.
| Период | Период | Фамилия           | Партия                  | Примечания                                                 |
| ------ | ------ | ----------------- | ----------------------- | ---------------------------------------------------------- |
| 1971   | 1983   | Франсуа Этьен     | Социалистическая партия | геодезист                                                  |
| 1983   | 1992   | Ги Флури          | Разные левые            |                                                            |
| 1992   | 1995   | Жан-Мари Лапуж    | Разные правые           |                                                            |
| 1995   | 2001   | Мишель Варне      | Разные правые           |                                                            |
| 2001   | 2014   | Катрин Киньон     | Социалистическая партия | медсестра, член Генерального совета департамента           |
| 2014   | 2020   | Изабель Карпантье |                         | соуправляющий гаражом                                      |
| 2020   |        | Катрин Киньон     | Социалистическая партия | работник медицинской службы APHP, член Совета департамента |

## Знаменитые уроженцы
- Фредегонда (ок.545—597), франкская королева
- Жан Фернель (1497—1558), математик, астроном и врач
- Клод Каппенронье (1671—1744), филолог, монах, профессор греческого языка в Collège de France
- Антуан-Огюст Пармантье (1737—1813), агроном и фармацевт, прославившийся в первую очередь как активный пропагандист выращивания картофеля в Европе в качестве пищевой культуры
- Жан-Жак Коссен де Персеваль (1759—1835), востоковед, профессор арабского языка
- Декурсель, Адриан (1821—1892), писатель, поэт и драматург

## Галерея

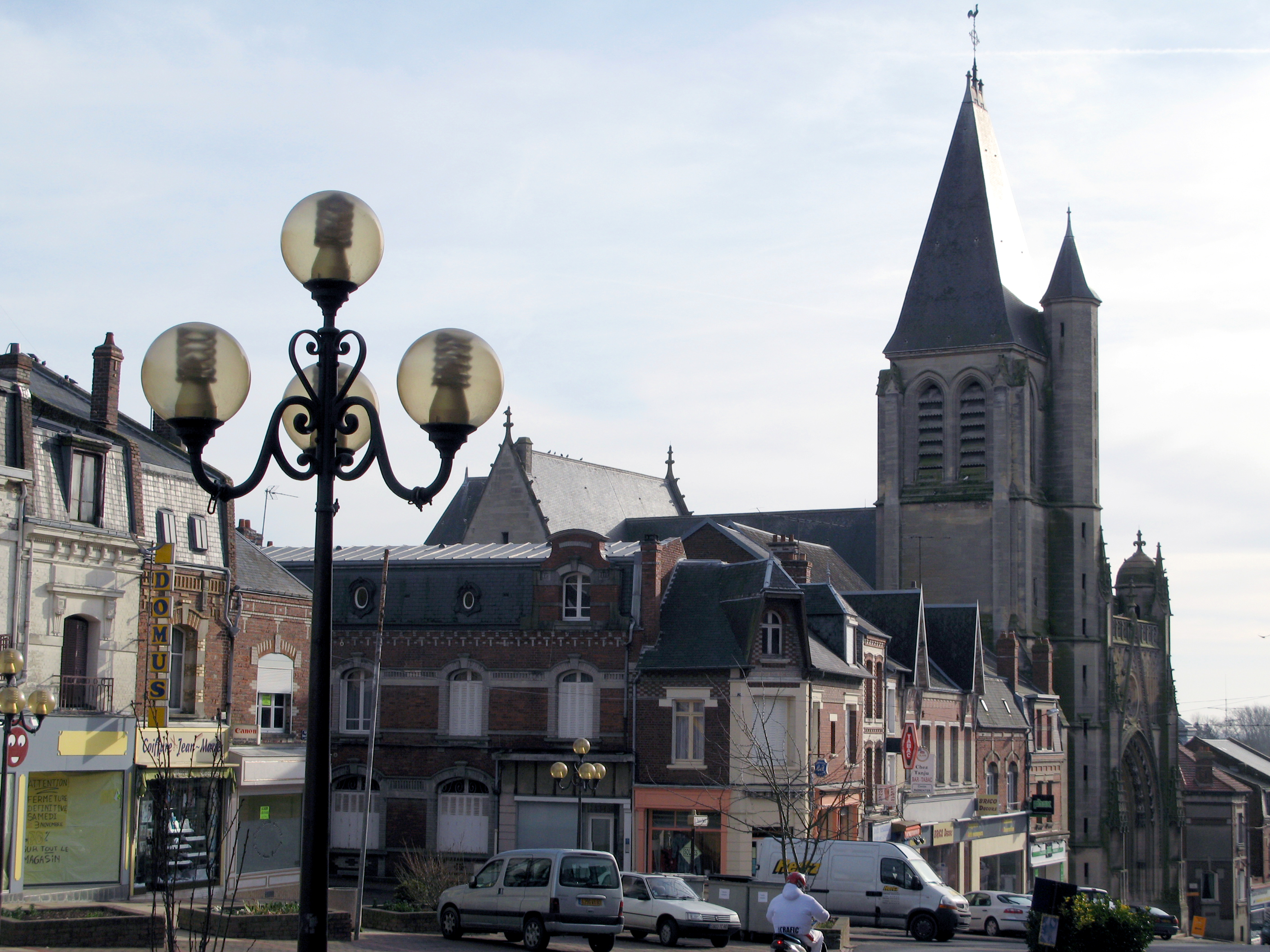
Церковь Гроба Господня
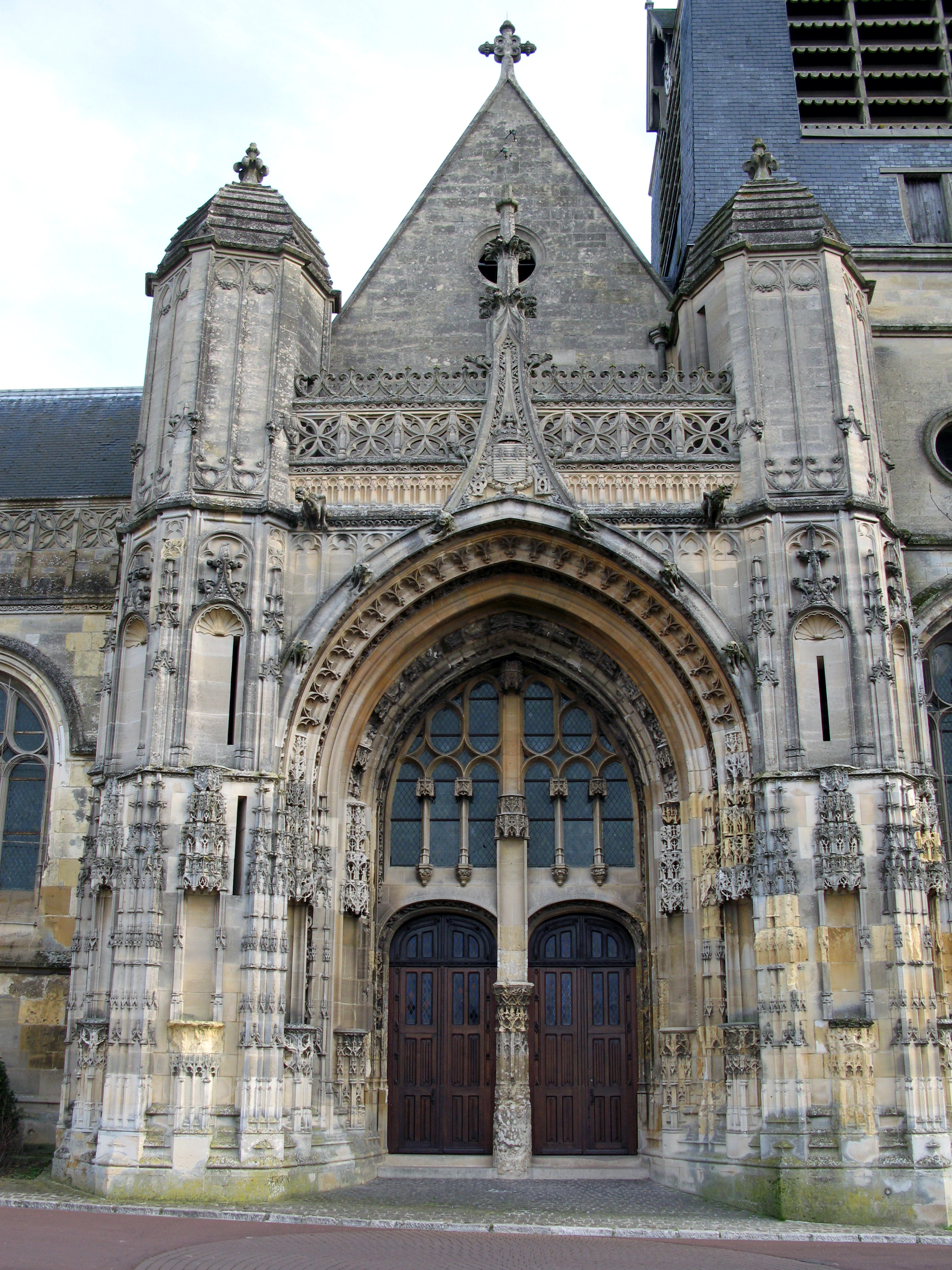
Фасад церкви Святого Петра

1. 1 2  база данных о французских коммунах — Национальный географический институт Франции, 2015.
2. ↑  https://data.geopf.fr/telechargement/download/GEOFLA/GEOFLA_2-2_COMMUNE_SHP_LAMB93_FXX_2016-06-28/GEOFLA_2-2_COMMUNE_SHP_LAMB93_FXX_2016-06-28.7z — 2016.